# Paige VanZant
Paige VanZant (Dayton, Oregón; el 26 de marzo de 1994) es una artista marcial mixta, luchadora profesional, boxeadora a puño limpio, modelo y creadora de contenido estadounidense que compite en la categoría de peso mosca femenino.

## Primeros años
VanZant creció en Dayton, Oregón. Sus padres eran propietarios de un estudio de baile así que se crio bailando ballet, jazz y hip hop, estilos que ha bailado durante más de 13 años.
Entre sus aficiones se encuentran la equitación, la pesca y la caza. VanZant también fue modelo para Nike, Columbia Sportswear, y Bissell. Su padre la apodó "calibre 12" por el amor que ella sentía por el tiro y la caza. En 2012, VanZant se graduó en TMCC High School, a la edad de 18 años. Asistió a la universidad con una beca académica donde se especializó en el arte culinario.

## Carrera en artes marciales mixtas

### Ultimate Fighting Championship
En diciembre de 2013, VanZant anunció que sería una de las 11 primeras mujeres en la nueva división de peso paja.
El 22 de noviembre de 2014, VanZant se enfrentó a Kailin Curran en UFC Fight Night 57. VanZant ganó la pelea por nocaut técnico en la tercera ronda. Tras el evento, ambas peleadoras ganaron el premio a la Pelea de la Noche.
VanZant se enfrentó a Felice Herrig el 18 de abril de 2015 en UFC on Fox 15, donde ganó la pelea por decisión unánime.
VanZant se enfrentó a Alex Chambers el 5 de septiembre de 2015 en UFC 191. VanZant ganó la pelea por sumisión en la tercera ronda.
El 10 de diciembre de 2015, VanZant se enfrentó a Rose Namajunas en UFC Fight Night 80, en la que perdió la pelea por sumisión en la quinta ronda.
El 27 de agosto de 2016, VanZant se enfrentó a Bec Rawlings en UFC on Fox 21. VanZant ganó la pelea por nocaut en la segunda ronda, ganando así el premio a la Actuación de la Noche.
El 17 de diciembre de 2016 se enfrentó a Michelle Waterson en UFC on Fox: VanZant vs. Waterson. Perdió la pelea por sumisión técnica en la primera ronda.
En agosto de 2017, VanZant se trasladó a la división de peso mosca de 125 libras y se reservó contra Jessica Eye en UFC 216 el 7 de octubre. Sin embargo, VanZant se retiró de la pelea el 25 de septiembre citando una lesión en la espalda y otras enfermedades como una hernia de disco, infección sinusal, infección doble de oído, conjuntivitis y tiña.
El debut de VanZant en la división de peso mosca finalmente tuvo lugar en 2018 cuando se enfrentó a Jessica Rose-Clark el 14 de enero de 2018 en UFC Fight Night: Stephens vs. Choi. Después de romperse el brazo en la primera ronda, perdió la pelea por decisión unánime.
Después de un año de pausa debido a una fractura en el brazo, VanZant enfrentó a Rachael Ostovich el 19 de enero de 2019 en UFC Fight Night en ESPN + 1.
VanZant se enfrentó a Amanda Ribas en el evento UFC 251 que tuvo lugar el 11 de julio de 2020. Paige perdió la pelea por sumisión, siendo esta su última presentación en UFC.

### Global Fight League
El 2 de enero de 2025, se informó que VanZant había firmado con [[Global Fight League (GFL). Actualmente está programada para hacer su debut el 25 de mayo de 2025 en una pelea de peso ligero contra Randi Field.

## Carrera en lucha libre profesional

### All Elite Wrestling (2021-2022)
El 15 de septiembre de 2021, VanZant hizo su primera aparición en la lucha libre profesional, apareciendo para All Elite Wrestling (AEW) en su programa Dynamite con luchadores del gimnasio American Top Team. La semana siguiente en Rampage: Grand Slam, atacó a Chris Jericho.
En el episodio de Dynamite del 9 de marzo de 2022, debutó en AEW, atacando a Tay Conti, aliándose con Dan Lambert, Ethan Page y Scorpio Sky, este último ganando el campeonato de TNT a Sammy Guevara, defensor del título. En el episodio del 27 de mayo de Rampage, se anunció que VanZant haría su debut en el ring en Double or Nothing, haciendo equipo con Ethan Page y Scorpio Sky para enfrentar a Conti, Guevara y Frankie Kazarian. En el evento, su equipo salió victorioso. VanZant apareció por última vez para AEW en mayo de 2022.

## Campeonatos y logros
- Ultimate Fighting Championship
  - Pelea de la Noche (Una vez)
  - Actuación de la Noche (Una vez)

## Récord en artes marciales mixtas
| Resultado | Récord | Oponente             | Método                                    | Evento                                 | Fecha                    | Ronda | Tiempo | Localización             | Notas                   |
| --------- | ------ | -------------------- | ----------------------------------------- | -------------------------------------- | ------------------------ | ----- | ------ | ------------------------ | ----------------------- |
| Derrota   | 8–5    | Amanda Ribas         | Sumisión (armbar)                         | UFC 251                                | 11 de julio de 2020      | 1     | 2:21   | Abu Dabi                 |                         |
| Victoria  | 8–4    | Rachael Ostovich     | Sumisión (armbar)                         | UFC Fight Night: Cejudo vs. Dillashaw  | 19 de enero de 2019      | 2     | 1:50   | Brooklyn, Nueva York     |                         |
| Derrota   | 7–4    | Jessica-Rose Clark   | Decisión (unánime)                        | UFC Fight Night: Stephens vs. Choi     | 14 de enero de 2018      | 3     | 5:00   | San Luis, Misuri         | Debut en el peso mosca. |
| Derrota   | 7–3    | Michelle Waterson    | Sumisión técninca (rear-naked choke)      | UFC on Fox: VanZant vs. Waterson       | 17 de diciembre de 2016  | 1     | 3:21   | Sacramento, California   |                         |
| Victoria  | 7–2    | Bec Rawlings         | KO (patada voladora a la cabeza y golpes) | UFC on Fox: Maia vs. Condit            | 27 de agosto de 2016     | 2     | 0:17   | Vancouver                | Actuación de la Noche.  |
| Derrota   | 6–2    | Rose Namajunas       | Sumisión (rear-naked choke)               | UFC Fight Night: Namajunas vs. VanZant | 10 de diciembre de 2015  | 5     | 2:25   | Las Vegas, Nevada        |                         |
| Victoria  | 6–1    | Alex Chambers        | Sumisión (armbar)                         | UFC 191                                | 5 de septiembre de 2015  | 3     | 1:01   | Las Vegas, Nevada        |                         |
| Victoria  | 5–1    | Felice Herrig        | Decisión (unánime)                        | UFC on Fox: Machida vs. Rockhold       | 18 de abril de 2015      | 3     | 5:00   | Newark, Nueva Jersey     |                         |
| Victoria  | 4–1    | Kailin Curran        | TKO (golpes)                              | UFC Fight Night: Edgar vs. Swanson     | 22 de noviembre de 2014  | 3     | 2:54   | Austin, Texas            | Pelea de la Noche.      |
| Victoria  | 3–1    | Courtney Himes       | Sumisión técnica (rear-naked choke)       | BCP: Cage Warriors 15                  | 6 de abril de 2013       | 1     | 2:21   | Grand Junction, Colorado |                         |
| Derrota   | 2–1    | Tecia Torres         | Decisión (unánime)                        | Invicta FC 4                           | 5 de enero de 2013       | 3     | 5:00   | Kansas City, Kansas      |                         |
| Victoria  | 2–0    | Amber Stautzenberger | Decisión (unánime)                        | Premier Fight Series 2                 | 22 de septiembre de 2012 | 3     | 3:00   | Fort Worth, Texas        |                         |
| Victoria  | 1–0    | Jordan Nicole Gaza   | Decisión (dividida)                       | UWF: Tournament of The Warriors Finale | 30 de junio de 2012      | 3     | 3:00   | Corpus Christi, Texas    |                         |